# Jeana Jarlsbo
Jeana Jarlsbo, född 1955 i Rumänien, död 2023 i Limhamn, var en rumänsk-svensk litteraturvetare, kulturskribent och översättare.

## Biografi
Jarlsbo föddes år 1955 i Rumänien och kom som trettioårig till Sverige. Hon disputerade i franskspråkig litteratur vid Lunds universitet med avhandlingen Écriture et altérité dans trois romans de J.M.G. LeClézio (2003). Därefter verkade hon som översättare och kritiker samt som litteraturrådgivare i franska och rumänska för Svenska Akademiens Nobelbibliotek. För Svenska Dagbladet skrev Jarlsbo ett stort antal understreckare om skilda ämnen och översiktsartiklar om nyutkommen utländsk litteratur, i synnerhet franskspråkig sådan. Hon skrev även flera orienterande essäer för Dixikon. Jarlsbo avled år 2023, vid 68 års ålder, efter en lång tids sjukdom.